# Uroš
Úroš je moško osebno ime.

## Izvor imena
Ime Uroš je prišlo k nam s rusije jezikovnega področja. Ime Uroš razlagajo, da je nastalo iz starocerkvenoslovanske besede ur v pomenu »gospod, gospodar«, ki so ji dodali  pripono -oš. Beseda ur je izpričana v zvezi velemožje, urove in obstaja tudi v madžarščini, kjer pomeni »gospod«. Madžarska oblika uram v pomenu »moj gospod« je prišla v naziv Hercega Hrvoja Hrvatinića. Je torej sinonim za naziv veliki vojvoda, knez, hercog. Nekoliko drugače razlaga ime Uroš P.Šimunović, in sicer kot izpeljanko iz madžarske besede úr »gospodar, gospod« s slovanskim sufiksom  -oš. Na Hrvaškem naj bi bil Uroš izpričan že v 13. stol. kot Orosius, obenem so izpričane oblike Uroš kot dubrovniško osebno ime v funkciji priimka, njegov patroním (tj. poočétno imé) Urošević, ki se poredkoma sreča v slavonskih naseljih, ter priimek Roško (iz hipokoristika Uroško) pri pravoslavnih v Bukovici. Šimunović navaja tudi, da je na Hrvaškem samostalnik ur dobil pomen »junak«.

## Različice imena
- ženska oblika imena: Urška

## Pogostost imena
Po podatkih Statističnega urada Republike Slovenije je bilo na dan 31. decembra 2007 v Sloveniji 6.962 oseb z imenom Uroš, ki je bilo na ta dan 32. najbolj pogosto uporabljeno ime v Sloveniji.

## Osebni praznik
Uroš praznuje god na dan svetega Urha (Ulrika), ki goduje 4. julija. Po drugih navedbah pa Uroš goduje tudi 21. oktobra, 4. oktobra.

## Znane osebe
Uroš Krek (skladatelj), Uroš Lajovic (dirigent), Uroš Murn (kolesar), Uroš Polanc (pozavnist), Uroš Prevoršek (dirigent in skladatelj), Uroš Rojko (skladatelj), Uroš Slak (novinar).

## Zanimivosti
- Po imenu Uroš sta nastali srbski priimek Urošević in krajevno ime Uroševac na Kosovu.
- Uroš je bilo ime tudi več srbskih vladarjev, npr. srbskemu kralju Štefanu Urošu III. Dečanskem, očetu carja Dušana, ki je ustanovil samostan Dečanih.